# Ремлинген (Доња Франкофонија)
Ремлинген (њем. Remlingen) град је у њемачкој савезној држави Баварска. Једно је од 52 општинска средишта округа Вирцбург. Према процјени из 2010. у граду је живјело 1.521 становника. Посједује регионалну шифру (AGS) 9679177.

## Географски и демографски подаци
Ремлинген се налази у савезној држави Баварска у округу Вирцбург. Град се налази на надморској висини од 261 метра. Површина општине износи 20,4 km². У самом граду је, према процјени из 2010. године, живјело 1.521 становника. Просјечна густина становништва износи 74 становника/km².